# Stefan Savage
Stefan Savage (* 1969 in Paris) ist ein US-amerikanischer Informatiker und Professor an der University of California, San Diego (UCSD). Er ist Experte für Netzwerksicherheit zum Beispiel im Internet.

## Leben
Savage wuchs in New York City (Manhattan) auf. Er studierte an der Carnegie Mellon University mit dem Bachelor-Abschluss in Geschichte und wurde 2002 an der University of Washington bei Thomas Edward Anderson (und Brian Bershad) in Informatik promoviert (Protocol Design in an Uncooperative Internet).  Danach wurde er Professor an der UCSD. Er leitet dort das Center for Network Systems (CNS).
2005 war er Gründungsdirektor des Collaborative Center for Internet Epidemiology and Defenses (CCIED, ausgesprochen wie seaside) in San Diego (ein Gemeinschaftsprojekt der UCSD und des International Computer Science Institute). Dort ist er heute (2016) Ko-Direktor. Er übte auch verschiedene Beratertätigkeiten aus, so war er Berater bei Rendition Networks (von OpsWare übernommen).

## Werk
Er entwickelte 2004 ein automatisches Fingerprinting für Computerwürmer, die Basis für die Gründung der Firma Netsift (später von Cisco übernommen), und analysierte die Ausbreitung verschiedener Computerwürmer und Methoden deren Verbreitung zurückzuverfolgen (so in dem Vorschlag einer IP-Router-Erweiterung dafür in dem Aufsatz Practical Network Support for IP Traceback aus dem Jahr 2000). Savage arbeitete auch über verteilte Denial of Service Attacken im Netz (wozu er Asta Networks gründete) und die Aufdeckung von Nebenläufigkeits-Fehlern. 1999 wies er auf Schwächen im Mechanismus der Überlastkontrolle des TCP-Protokolls hin, die Würmer 
ausnutzen könnten.
2005 entwickelte er mit Ishwar Ramani den Syncscan Algorithmus, der es erlaubt schneller zwischen Wi-Fi Stationen zu wechseln. Er befasst sich auch mit elektronischen Sicherheitsfragen rund um moderne digitalisierte Automobile (so gelang es ihm mit seinem Studenten Tadayoshi Kohno zu demonstrieren, dass Angreifer von außen Zugriff auf wichtige Betriebsfunktionen erhalten konnten und so auf Sicherheitslücken und allgemein auf die Gefährdungspotentiale hinzuweisen) und mit den Codes, die beim Abgasskandal eingesetzt wurden.
Er untersuchte auch die Ökonomie von Internetkriminalität und Malware, so zum Beispiel 2009 mit Geoffrey Voelker und Vern Paxson die Ökonomie des Spam und infiltrierte dazu das Botnet von Spammern. Sie zeigten, dass diese trotz vieler Antispam-Vorrichtungen noch sehr profitabel waren und sie identifizierten deren Geschäftsbank-Verbindungen als besten Angriffspunkt für Gegenmaßnahmen.

## Ehrungen
2015 erhielt er den ACM Prize in Computing (ACM Infosys Award) für innovative Forschung zur Netzwerksicherheit, Datenschutz und Verlässlichkeit die uns gelehrt hat, Angriffe und Angreifer als Elemente in einem zusammenhängenden technologischen, sozialen und ökonomischen System zu sehen. 2010 wurde er Fellow der Association for Computing Machinery (ACM). 2014 erhielt er den Mark Weiser Award, 2017 wurde ihm eine MacArthur Fellowship zugesprochen. 2021 wurde Savage on die American Academy of Arts and Sciences gewählt, 2023 in die National Academy of Engineering.

## Schriften (Auswahl)
- mit M. Burrows, G. Nelson, P. Sobalvarro, T. Anderson: Eraser: A dynamic data race detector for multithreaded programs, ACM Transactions on Computer Systems (TOCS), Band 15, 1997, S. 391–411
- mit Neal Cardwell, David Wetherall, Thomas Anderson. TCP Congestion Control with a Misbehaving Receiver,  ACM SIGCOMM Computer Communications Review, Band 29, Oktober 1999, S. 71–78.
- mit D. Wetherall, A. Karlin, T. Anderson: Practical Network Support for IP Traceback, ACM SIGCOMM Computer Communication Review, Band 30, 2000, S. 295–306
- mit D. Wetherall, A. Karlin, T. Anderson: Network support for IP traceback, IEEE/ACM transactions on networking, Band 9, 2001, S. 226–237
- mit John Bellardo: 802.11 Denial-of-Service Attacks: Real Vulnerabilities and Practical Solutions, USENIX security symposium 12, 2003
- mit D. Moore, C. Shannon, G. Voelker: Internet quarantine: Requirements for containing self-propagating code, INFOCOM 2003. Twenty-Second Annual Joint Conference of the IEEE Computer and Communications, Band 3, 2003, S. 1901–1910
- mit David Moore, Vern Paxson, Colleen Shannon, Stuart Staniford, Nicholas Weaver: Inside the Slammer worm, IEEE Security & Privacy, Juli/August 2003, S. 33
- mit Sumeet Singh, Christian Estan, George Varghese:  Automated Worm Fingerprinting, 6th Usenix Symposium on Operating Systems Design and Implementation (OSDI 04), 2004
- mit D. Moore, C. Shannon, G J. Brown, G. Voelker: Inferring Internet Denial-of-Service Activity, ACM Transactions on Computer Systems (TOCS), Band 24, 2006, S. 115–139
- mit Brian Bershad u. a.: Extensibility safety and performance in the SPIN operating system, ACM SIGOPS Operating Systems Review, Band 29, 2006, S. 267–283
- mit T. Ristenpart, E. Tromer, H. Shacham: Hey, you, get off of my cloud: exploring information leakage in third-party compute clouds, Proceedings of the 16th ACM conference on Computer and communications, 2009
- mit Chris Kanich, Christian Kreibich, Kirill Levchenko, Brandon Enright, Geoffrey M. Voelker, Vern Paxson: Spamalytics: An empirical analysis of Spam marketing conversion, Communications of the ACM, Band 52, 2009, S. 99–107
- mit K. Koscher, A. Czeskis, F. Roesner, S. Patel, T. Kohno, S. Checkoway, D. McCoy, B. Kantor, D. Anderson, H. Shacham: Experimental Security Analysis of a Modern Automobile, IEEE Symposium on Security and Privacy, May 16–19, 2010, S. 447–462.
- mit S. Checkoway, D. McCoy, B. Kantor, D. Anderson, H. Shacham, K. Koscher, A. Czeskis, F. Roesner, T. Kohno: Comprehensive Experimental Analyses of Automotive Attack Surfaces, USENIX Security, August 10–12, 2011.
- mit Moritz Contag, Thorsten Holz u. a.: How They Did It: An Analysis of Emission Defeat Devices in Modern Automobiles, Proceedings of the IEEE Symposium on Security and Privacy, San Jose, Mai 2017.